# Arnold Paulz
Arnold Paulz (Zonhoven, 1747 - aldaar, 1818) was een Belgisch politicus.

## Levensloop
Hij was de eerste burgemeester van de Limburgse gemeente Zonhoven.
Arnold werd gedoopt als  Arnoldus Poulus op 6 januari 1747, Zonhoven  als zoon van Wilhelmus en Anna Catharina Houben
Hij huwde op 12 juni 1763 te Zonhoven, als Arnold Pauls,  met  Maria Helena Lenaerts (Lenaers), overleden op 17 januari 1781, Zonhoven;  en  hun kinderen:
- Anna Catharina Pouls, gedoopt op 16 juni 1764, Zonhoven
- Joannes Bertrandus Pouls, gedoopt op 30 oktober 1765, Zonhoven
- Gerardus Pouls, gedoopt op 25 oktober 1766, Zonhoven,
- Maria Isabella Pouls, gedoopt op 8 maart 1768, Zonhoven, overleden op 30 november 1813, Eksel. Gehuwd op 22 juli 1787, Zonhoven met Joannes Mathias Ceysens, Koninklijk Notaris te Weert, horlogemaker, burgemeester van Eksel (1813-1815), geboren op 3 juli 1763, Eksel, overleden op 23 september 1839[3], Weert. Hij wordt in de gichtregisters van Eksel meester- klokkenmaker genoemd, ook was hij secretaris van Eksel en Wijchmaal
- Matheus Pouls, gedoopt op 21 augustus 1769, Zonhoven, overleden op 17 april 1770, Zonhoven.
- Maria Josepha Paulz, gedoopt op 27 april 1771, Zonhoven, overleden op 29 december 1841, Zonhoven. Gehuwd op 11 juni 1808, Zonhoven met Henricus Bielen, gedoopt op 2 augustus 1763, Zonhoven, overleden op 11 februari 1847, Zonhoven.
- Marie Elisabeth Pouls(Paulz), gedoopt op 14 december 1772, Zonhoven, overleden op 19 februari 1847, Zonhoven. Gehuwd op 29 september 1805, Zonhoven met Anthonius Alexandrus Demarneffe, gedoopt op 14 december 1777, Jodoigne.
- Anna Marie Pouls, geboren op 14 oktober 1774, Zonhoven,
- Anna Helena Pouls (Paulz), gedoopt op 13 januari 1777, Zonhoven, overleden op 23 maart 1846, Zonhoven. Gehuwd op 1 februari 1823, Zonhoven met Joannes Nicolaes Vandickelen, gedoopt op 6 september 1779, Zonhoven, overleden op 24 september 1856, Zonhoven. (Hij is een 2x gehuwd op 16 mei 1849, Zonhoven met Hotters Maria Christina, geboren op 6 januari 1808, Zonhoven, overleden op 26 februari 1875, Zonhoven.
- Marie Catherine Pouls, gedoopt op 5 juni 1779, Zonhoven,
- Marie Theresia Pouls, gedoopt op 11 januari 1781, Zonhoven,

Arnold Paulz huwde voor een tweede maal op 25 november, 1783 in Genk, met Maria Anna Willems, zij is overleden voor 1818
Hij overleed op 14 december 1818, Zonhoven op 71-jarige leeftijd